# Јејска превлака
46° 44′ 10″ N 38° 17′ 15″ E / 46.73611° С; 38.28750° И
Јејска превлака (рус. Ейская коса) акумулативна је пешчана превлака на јужној обали Таганрошког залива Азовског мора. Административно припада Јејском рејону Краснодарске Покрајине Русије. Представља северни продужетак Јејског полуострва и са запада одваја Јејски лиман од отвореног мора.
Тренутна дужина превлаке је око 3 километра, до 1914. њена дужина је била преко 9 км али је услед јаког олујног ветра који је захватио то подручје 13. марта 1914. расцепкана на бројна мања острва.
Јужно од превлаке налази се град Јејск.